# Églises baptistes américaines USA
Les Églises baptistes américaines USA (en anglais : American Baptist Churches USA) sont une association chrétienne évangélique d'églises baptistes aux États-Unis. Elle est affiliée à l’Alliance baptiste mondiale. Son siège est situé à King of Prussia, en Pennsylvanie.

## Histoire
Les Églises baptistes américaines USA ont leurs origines dans la Première église baptiste d'Amérique à Providence (Rhode Island), fondée en 1638 par le britannique Roger Williams,. L’établissement d’autres églises baptistes a contribué à la formation de la Triennial Convention en 1814. En 1845, un groupe d’églises en désaccord avec l’abolitionnisme de la convention l’a quitté pour former la Southern Baptist Convention ,. En 1882, May Jones est devenue la première  femme ordonnée pasteure dans la convention . Elle a été réorganisée en 1907, sous le nom de Northern Baptist Convention. 
En raison du développement du libéralisme théologique dans certains séminaires affiliés, comme le Crozer Theological Seminary, des séminaires conservateurs ont été fondés par des pasteurs de la convention, notamment le Séminaire théologique baptiste du Nord à Chicago en 1913 et le Séminaire théologique baptiste de l'Est à Philadelphie en 1925,.
En 1950, elle est renommée American Baptist Convention et American Baptist Churches USA en 1972. Selon un recensement de l’association, en 2023 elle disait avoir 4,973 églises et 1,211,744 membres.

## Organisation missionnaire
La convention a fondé les Ministères internationaux en 1814, une organisation missionnaire .

## Écoles

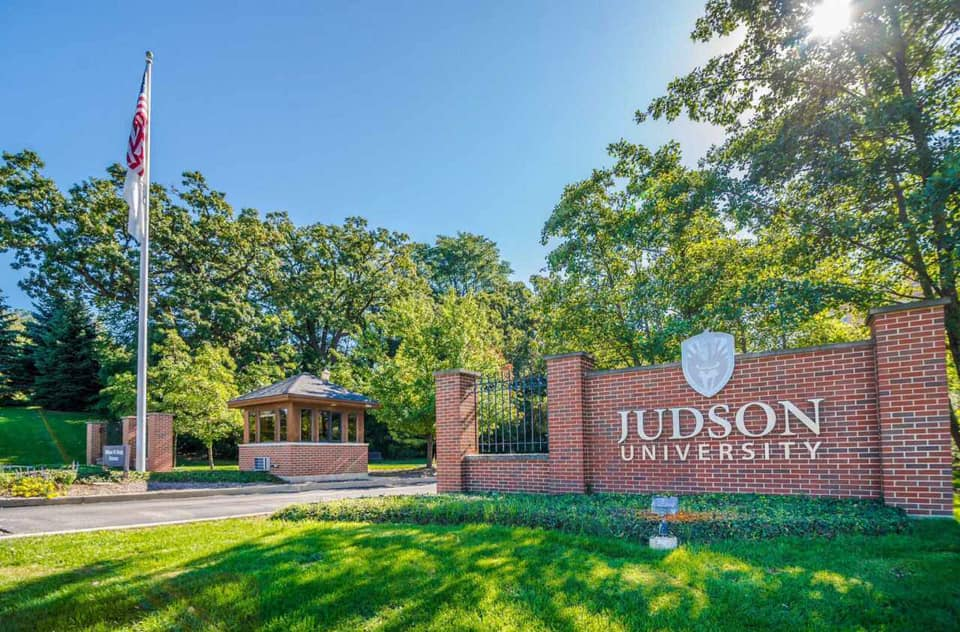
Entrée de l’Université Judson à Elgin (Illinois), affiliée à la Convention.

La convention compte 16 universités affiliées .
Elle compte également 10 instituts de théologie.

## Controverses
Depuis 1995, des conventions régionales de la Convention ont procédé à des excommunications de diverses églises qui sont devenues membres de l’Association of Welcoming and Affirming Baptists fondée en 1993, une association favorable à l’inclusion des personnes LGBTQ, une croyance contraire à une résolution adoptée par la Convention ,.
En 2006, les Églises baptistes américaines du sud-ouest du Pacifique, ont quitté la convention en raison du laxisme de cette dernière avec les églises sur l’application d’une résolution de 1992 qui s’oppose à l’inclusion des personnes LGBTQ et ont été renommées Transformation Ministries. La convention a répondu qu’elle tenait à respecter l’autonomie des églises locales et qu’elle ne voulait pas procéder à des excommunications.